# 小行星19544
小行星19544（19544 Avramkottke）是一颗绕太阳运转的小行星，为主小行星带小行星。该小行星于1999年5月10日发现。

## 轨道参数
小行星19544的轨道半长轴为2.3963834 UA，离心率为0.194。